# Élections fédérales australiennes de 2019
Les élections fédérales australiennes de 2019 ont lieu le 18 mai afin de renouveler pour trois ans les 151 sièges de la Chambre des représentants et 40 des 76 sièges du Sénat. Ces élections initient la 46e législature du Parlement d'Australie. 
Le chef du parti qui remportera la majorité à la Chambre se verra nommé Premier ministre par le gouverneur général, et formera le prochain gouvernement fédéral.
Le scrutin voit la victoire de la Coalition, une formation constituée du Parti libéral et du Parti national, dirigée par le Premier ministre sortant, Scott Morrison. Le résultat est une grande surprise, une alternance au profit du Parti travailliste étant jusqu'alors annoncée par les instituts de sondage.

## Système politique et électoral
L'Australie est une démocratie parlementaire et une monarchie constitutionnelle. C'est un royaume du Commonwealth : Élisabeth II est reine d'Australie, dotée d'un rôle purement cérémoniel, et représentée par un gouverneur général choisi par le gouvernement australien et dont les fonctions sont également d'ordre symbolique (avec toutefois certains pouvoirs de réserve). Le pouvoir exécutif est exercé par le Premier ministre et son Cabinet. Ceux-ci sont responsables face à la Chambre des représentants et ne demeurent en fonction que s'ils bénéficient de la confiance d'une majorité des députés.
Le vote est un vote obligatoire et le fait de ne pas voter est puni d'une amende. La Chambre des représentants et le Sénat sont tous deux élus pour trois ans selon un système de vote préférentiel. Les 151 membres de la Chambre des représentants sont élus dans le cadre de circonscriptions uninominales : sur son bulletin de vote, chaque électeur numérote l'ensemble des candidats par ordre de préférence. Le jour de l'élection, des volontaires des partis politiques se tiennent à l'entrée des bureaux de vote et proposent aux électeurs des cartes « Comment voter » qui indiquent comment chaque parti préconise d'ordonner les candidats. Au moment du dépouillement, les premières préférences sont d'abord comptées puis, si aucun candidat n'a réuni plus de la moitié des suffrages, le candidat arrivé dernier est éliminé et ses secondes préférences attribuées aux candidats restants. L'opération est renouvelée jusqu'à ce qu'un candidat atteigne la majorité absolue.
Pour le Sénat, le scrutin se tient au scrutin à vote unique transférable. Chaque État constitue une circonscription dans laquelle sont élus 12 sénateurs (2 pour les territoires). Si le renouvellement de la chambre est intégral, celui du Sénat a lieu par moitié, quarante des soixante-seize sièges de sénateurs étant à pourvoir en 2019. Du fait des circonscriptions plurinominales et du scrutin quasi-proportionnel, le nombre de candidats pour le Sénat est généralement très élevé. Chaque électeur a deux possibilités pour voter :
- numéroter par ordre de préférence les candidats individuellement (depuis une réforme de mars 2016, il suffit de numéroter 12 candidats pour qu'un bulletin soit valable ; précédemment numéroter l'ensemble des candidats était nécessaire, ce qui pouvait représenter plusieurs dizaines de préférences à donner pour un électeur) ;
- numéroter par ordre de préférence les partis : les préférences sont alors distribuées selon des indications données par le parti à la commission électorale (un électeur doit numéroter au moins 6 partis mais avant la réforme, un électeur ne pouvait numéroter qu'un seul parti dont dépendaient alors toutes ses préférences).

### Sièges
Le nombre de sièges par État à la Chambre des représentants dépend de la population de cet État. En amont des élections de 2019, la Commission électorale décide de porter de 150 à 151 le nombre de députés à la Chambre, en accordant un siège supplémentaire chacun au Victoria et au Territoire de la capitale australienne et en supprimant un siège d'Australie-Méridionale.

### Date
Les élections des sénateurs doivent avoir lieu le 18 mai au plus tard, tandis que les élections des députés doivent avoir lieu le 2 novembre au plus tard. Ces élections ayant toujours été simultanées depuis un demi-siècle, il est attendu que les législatives soient organisées conjointement pour le mois de mai au plus tard. Mi-2018, le Premier ministre Malcolm Turnbull prévoit des élections pour avril ou mai 2019. Le 11 avril, le premier ministre Scott Morrison annonce que la date est fixée au 18 mai

## Partis politiques et dirigeants

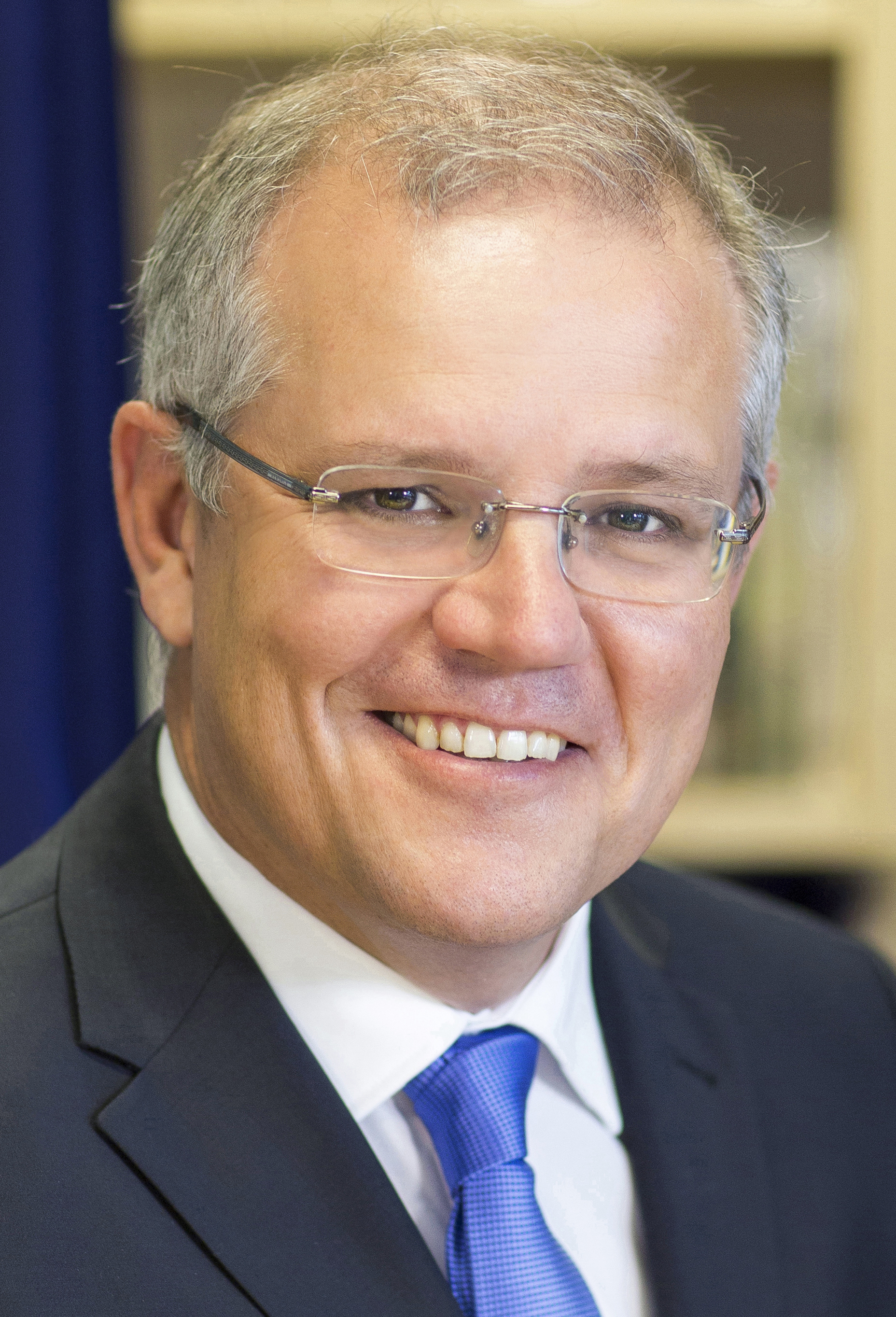
Scott Morrison (Cook) Chef du Parti libéral et Premier ministre sortant.
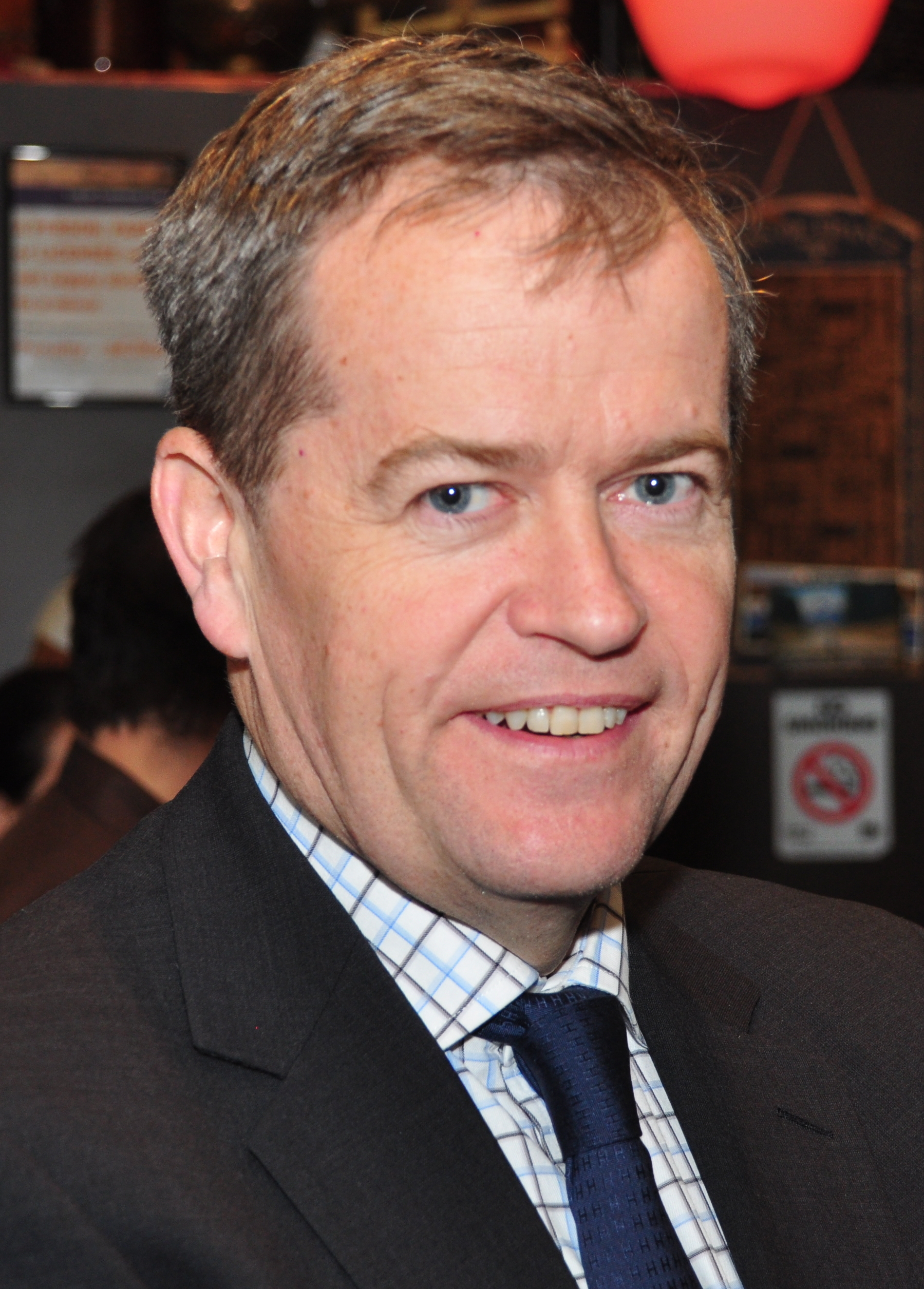
Bill Shorten (Maribyrnong) Chef du Parti travailliste et chef de l'Opposition officielle.
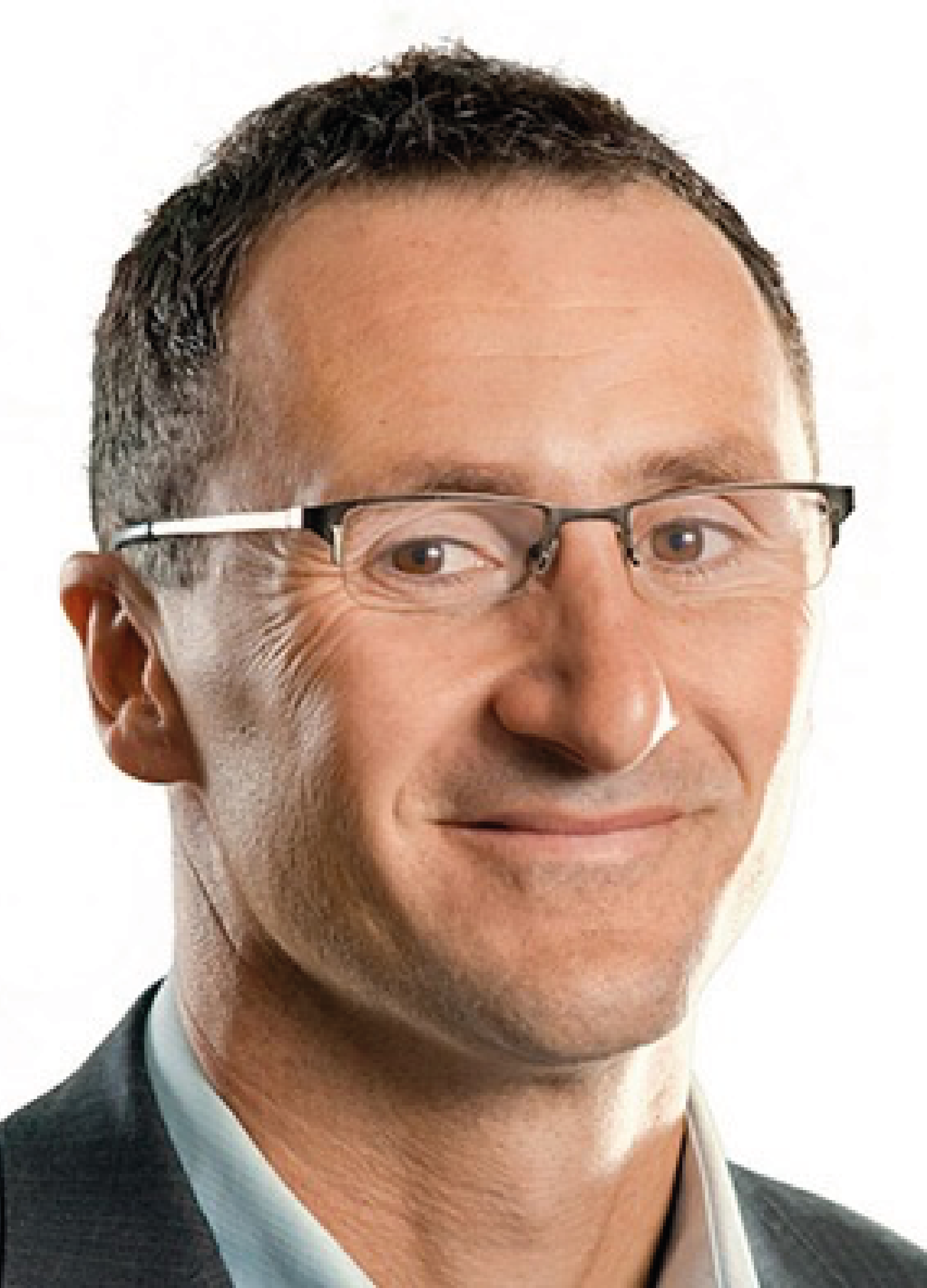
Richard Di Natale (Victoria au Sénat) Chef des Verts.

| Partis | Partis                      | Partis                      | Dirigeant                                                                | Positionnement et Idéologie                                             | Résultats en 2016       |
| ------ | --------------------------- | --------------------------- | ------------------------------------------------------------------------ | ----------------------------------------------------------------------- | ----------------------- |
|        | Coalition                   | Coalition                   | Scott Morrison                                                           | Centre droit Alliance, libéralisme, conservatisme, agrarisme            | 76 députés 30 sénateurs |
|        | Parti libéral               | Scott Morrison              | Centre droit Libéral-conservatisme, libéralisme économique               | 45 députés 14 sénateurs                                                 |                         |
|        | Parti libéral national      | Deb Frecklington            | Centre droit Libéral-conservatisme, conservatisme libéralisme économique | 21 députés 10 sénateurs                                                 |                         |
|        | Parti national              | Michael McCormack           | Centre droit à droite Conservatisme, agrarisme                           | 10 députés 5 sénateurs                                                  |                         |
|        | Parti rural libéral         | Gary Higgins                | Centre droit Libéral-conservatisme, agrarisme, Territoire du Nord        | 0 député 1 sénateur                                                     |                         |
|        | Parti travailliste          | Parti travailliste          | Bill Shorten                                                             | Centre gauche Social-démocratie, troisième voie, progressisme           | 69 députés 26 sénateurs |
|        | Verts                       | Verts                       | Richard Di Natale                                                        | Gauche Écologie politique                                               | 1 député 9 sénateurs    |
|        | Pauline Hanson's One Nation | Pauline Hanson's One Nation | Pauline Hanson                                                           | Droite Nationalisme, conservatisme, protectionnisme                     | 0 député 4 sénateurs    |
|        | Alliance du centre          | Alliance du centre          | -                                                                        | Centre Centrisme, social-libéralisme                                    | 1 député 3 sénateurs    |
|        | Parti unifié d'Australie    | Parti unifié d'Australie    | Clive Palmer                                                             | Centre droit Libéralisme économique                                     | 1 député 0 sénateur     |
|        | Parti australien de Katter  | Parti australien de Katter  | Bob Katter                                                               | Droite National-conservatisme, nationalisme, agrarisme, protectionnisme | 1 député 0 sénateur     |

- Scott Morrison (Cook)
Chef du Parti libéral et Premier ministre sortant.
- Bill Shorten (Maribyrnong)
Chef du Parti travailliste et chef de l'Opposition officielle.
- Richard Di Natale (Victoria au Sénat)
 Chef des Verts.

### Coalition
| Coalition Parti libéral · Parti national Parti libéral national · Parti rural libéral | Coalition Parti libéral · Parti national Parti libéral national · Parti rural libéral |
| ------------------------------------------------------------------------------------- | ------------------------------------------------------------------------------------- |
| Chef                                                                                  | Scott Morrison                                                                        |
| Députés en 2016                                                                       | 76                                                                                    |
| Sénateurs en 2016                                                                     | 30                                                                                    |

La Coalition est formée des principaux partis de centre droit qui se présentent unis à presque toutes les élections : le Parti libéral, dirigé par Malcolm Turnbull, et le Parti national, représentant les zones rurales et dirigé par Michael McCormack. Au Queensland (Parti libéral national) et dans le  Territoire du Nord (Parti rural libéral), la Coalition n'est représentée que par un seul parti.
La Coalition a retrouvé le pouvoir à l'issue des élections de 2013, disposant d'une majorité absolue à la Chambre des représentants et d'une majorité relative au Sénat. Elle la conserve de justesse lors des élections de 2016. Mi-2018, les sondages donnent la Coalition perdante pour les élections de 2019, ce qui pousse le ministre de l'Immigration Peter Dutton à défier le Premier ministre Malcolm Turnbull pour la direction du Parti libéral et du gouvernement. Lors d'un vote le 21 août, Malcolm Turnbull conserve la confiance d'une majorité des députés de la Coalition, et Peter Dutton démissionne du gouvernement. Peu après, toutefois, une majorité des députés libéraux appellent à un nouveau vote pour la direction du parti. Le 24 août, Malcolm Turnbull démissionne, et les députés élisent Scott Morrison à la direction du gouvernement et du parti, par quarante-cinq voix contre quarante pour Peter Dutton. Scott Morrison, jusque là ministre des Finances, est un chrétien évangélique appartenant à l'aile droite du parti, tandis que Malcolm Turnbull était considéré comme un centriste.

### Parti travailliste
| Parti travailliste | Parti travailliste |
| ------------------ | ------------------ |
| Chef               | Bill Shorten       |
| Députés en 2016    | 69                 |
| Sénateurs en 2016  | 26                 |

Le Parti travailliste (centre gauche) a été au pouvoir de 2007 à 2013, d'abord sous la direction de Kevin Rudd  puis de Julia Gillard puis de nouveau de Kevin Rudd qui est défait lors des élections de 2013. Le 13 octobre 2013, Bill Shorten est élu chef du Parti travailliste dans une élection où, pour la première fois, les adhérents du parti ont pu voter et non plus les seuls députés. Bill Shorten demeure chef du parti en date du 19 avril 2025, en amont des élections de 2019.

### Autres partis
Les Verts australiens (gauche écologiste) sont le « troisième parti » du champ politique australien. Ils ont remporté leur premier siège (la circonscription de Melbourne) lors des élections fédérales de 2010 et l'ont gardé en 2013 et en 2016. Du fait du système électoral proportionnel, ils sont surtout représentés au Sénat où ils obtiennent dix sièges en 2013 et neuf en 2016.
Les seuls autres partis représentés à la Chambre des représentants durant la législature 2016-2019 sont l'Alliance du centre (centriste, populiste, centrée autour du sénateur d'Australie-Méridionale Nick Xenophon), avec un siège, et le Parti australien de Katter (droite populiste et conservatrice), de Bob Katter, député du nord rural du Queensland. Au Sénat, le parti Pauline Hanson's One Nation (droite populiste) dispose de quatre sièges, dont celui de sa fondatrice Pauline Hanson, issue elle aussi du Queensland. Quatre autres petits partis de droite, allant des conservateurs libertariens aux évangéliques et aux populistes, disposent chacun d'un siège au Sénat.

## Sondages
Intentions de vote par partis

Intentions de vote par préférence bipartisane

## Résultats

### Chambre des représentants

Résultat des premières préférences (au-dessus) et préférences cumulées (en dessous) arrivées en tête par circonscription

|                                   |                            |                            |            |       |      |               |               |
| Partis                            | Partis                     | Partis                     | Votes      | %     | +/-  | Sièges        | +/-           |
|                                   | Coalition                  | Coalition                  | 5 906 875  | 41,44 | 0,60 | 77            | 1             |
|                                   | Parti libéral              | 3 989 404                  | 27,99      | 0,68  | 44   | 1             |               |
|                                   | Parti libéral national     | 1 236 401                  | 8,67       | 0,15  | 23   | 2             |               |
|                                   | Parti national             | 642 233                    | 4,51       | 0,10  | 10   | en stagnation |               |
|                                   | Parti rural libéral        | 33 837                     | 0,27       | 0,03  | 0    | en stagnation |               |
|                                   | Parti travailliste         | Parti travailliste         | 4 752 110  | 33,34 | 1,39 | 68            | 1             |
|                                   | Verts                      | Verts                      | 1 482 923  | 10,40 | 0,17 | 1             | en stagnation |
|                                   | Parti unifié d'Australie   | Parti unifié d'Australie   | 488 817    | 3,43  | 3,43 | 0             | en stagnation |
|                                   | Une Nation                 | Une Nation                 | 438 587    | 3,08  | 1,79 | 0             | en stagnation |
|                                   | Parti australien de Katter | Parti australien de Katter | 69 736     | 0,49  | 0,05 | 1             | en stagnation |
|                                   | Alliance du centre         | Alliance du centre         | 46 931     | 0,33  | 1,52 | 1             | en stagnation |
|                                   | Autres partis              | Autres partis              | 587 528    | 4,12  | 2,38 | 0             | en stagnation |
|                                   | Indépendants               | Indépendants               | 479 836    | 3,37  | 0,56 | 3             | 1             |
| Après répartition des préférences |                            |                            |            |       |      |               |               |
|                                   | Coalition                  | Coalition                  | 7 344 813  | 51,53 | 1,17 | 77            | 1             |
|                                   | Parti travailliste         | Parti travailliste         | 6 908 530  | 48,47 | 1,17 | 68            | 1             |
|                                   |                            |                            |            |       |      |               |               |
| Votes valides                     | Votes valides              | Votes valides              | 14 253 343 | 94,46 |      |               |               |
| Votes blancs et invalides         | Votes blancs et invalides  | Votes blancs et invalides  | 835 171    | 5,54  |      |               |               |
| Total                             | Total                      | Total                      | 15 088 514 | 100   | -    | 151           | 1             |
| Abstentions                       | Abstentions                | Abstentions                | 1 331 029  | 8,11  |      |               |               |
| Inscrits / participation          | Inscrits / participation   | Inscrits / participation   | 16 419 543 | 91,89 |      |               |               |

### Sénat
|                           |                           |                           |            |               |      |        |             |               |               |
| Partis                    | Partis                    | Partis                    | Votes      | %             | +/-  | Sièges | Sièges      | Sièges        | Sièges        |
| Partis                    | Partis                    | Partis                    | Votes      | %             | +/-  | Élu    | Pas en lice | Total         | +/-           |
|                           | Coalition                 | Coalition                 | 5 548 142  | 37,99         | 2,80 | 19     | 16          | 35            | 5             |
|                           | Ticket Libéral/National   | 3 152 483                 | 21,59      | 1,57          | 6    | 6      | 12          | 2             |               |
|                           | Parti libéral             | 1 204 039                 | 8,24       | 0,53          | 9    | 7      | 16          | 2             |               |
|                           | Parti libéral national    | 1 128 730                 | 7,73       | 0,79          | 3    | 3      | 6           | 1             |               |
|                           | Parti rural libéral       | 38 513                    | 0,26       | en stagnation | 1    | 0      | 1           | en stagnation |               |
|                           | Parti national            | 24 377                    | 0,17       | 0,08          | 0    | 0      | 0           | en stagnation |               |
|                           | Parti travailliste        | Parti travailliste        | 4 204 313  | 28,79         | 1,01 | 13     | 13          | 26            | en stagnation |
|                           | Verts                     | Verts                     | 1 488 427  | 10,19         | 1,54 | 6      | 3           | 9             | en stagnation |
|                           | Une Nation                | Une Nation                | 788 203    | 5,40          | 1,12 | 1      | 1           | 2             | 2             |
|                           | Parti unifié d'Australie  | Parti unifié d'Australie  | 345 199    | 2,36          | 1,86 | 0      | 0           | 0             | en stagnation |
|                           | Libéraux démocrates       | Libéraux démocrates       | 169 735    | 1,16          | 1,00 | 0      | 0           | 0             | 1             |
|                           | Justice                   | Justice                   | 105 459    | 0,72          | 1,20 | 0      | 0           | 0             | 1             |
|                           | Conservateurs             | Conservateurs             | 102 769    | 0,70          | 0,70 | 0      | 1           | 1             | en stagnation |
|                           | Réseau Lambie             | Réseau Lambie             | 31 383     | 0,21          | 0,28 | 1      | 0           | 1             | en stagnation |
|                           | Alliance du centre        | Alliance du centre        | 28 416     | 0,19          | 3,10 | 0      | 2           | 2             | 1             |
|                           | Autres partis             | Autres partis             | 1 792 879  | 12,28         | 0,70 | 0      | 0           | 0             | en stagnation |
|                           |                           |                           |            |               |      |        |             |               |               |
| Votes valides             | Votes valides             | Votes valides             | 14 604 925 | 96,19         |      |        |             |               |               |
| Votes blancs et invalides | Votes blancs et invalides | Votes blancs et invalides | 579 160    | 3,81          |      |        |             |               |               |
| Total                     | Total                     | Total                     | 15 184 085 | 100           | -    | 40     | 36          | 76            | en stagnation |
| Abstentions               | Abstentions               | Abstentions               | 1 235 458  | 7,52          |      |        |             |               |               |
| Inscrits / participation  | Inscrits / participation  | Inscrits / participation  | 16 419 543 | 92,48         |      |        |             |               |               |

## Analyse et conséquences
Les résultats constituent une authentique surprise, qualifiée de « miracle » pour la coalition : alors que les sondages annonçaient une alternance au profit du Parti travailliste (ALP) après six ans de gouvernement libéral, c'est bien la Coalition du Premier ministre Scott Morrison qui l'emporte avec une avance assez nette, les résultats en voix des principaux partis restant essentiellement inchangés à la chambre depuis les précédentes élections. La coalition enregistre par ailleurs une légère progression au Sénat. Chef du Parti travailliste et de l'opposition depuis 2013, Bill Shorten annonce le soir même sa démission de la direction de l'ALP.
La victoire de Scott Morrison est saluée par le Minerals Council of Australia, qui y voit « un mandat sans équivoque pour les projets miniers qui disposent d'autorisations légitimes pour être mis en œuvre ». Les valeurs minières augmentent nettement à la Bourse de Sydney après les élections.